# 쉬땅나무
쉬땅나무(학명: Sorbaria sorbifolia)는 장미과에 속하는 속씨식물의 한 종이다.

## 생김새
나무높이 1~1.5m에 달하는 갈잎작은키나무로, 고사리나 붉나무류와 비슷한 겹잎을 가지고 있는 것이 특징이며, 잎 가장자리에 톱니가 난 작은잎들이 달리고 어긋난다. 종소명 sorbifolia(소르비폴리아)는 '마가목(Sorbus)과 같은 잎을 가진' 특징에서 왔다. 햇빛이 잘 드는 곳에서는 가을에 잎이 붉어지다가 떨어진다. 7월과 8월에 피는 꽃은 흰색으로 화려하며, 가지 끝에 총상꽃차례로 무리지어 핀다. 열매는 골돌과이며 길이 6mm 정도의 긴 원형이고 가을(9월)에 익는다.

## 분포 및 품종
쉬땅나무는 시베리아, 극동러시아, 내몽골, 북중국, 일본, 한국(중부 이북 지역)을 포함한 아시아의 온대 지역에서 자연 발생한다. 유럽과 북아메리카, 동아시아에서 관상용·생울타리용으로 심는다. 노란색, 청동색, 붉은색 등 다양한 색깔의 잎을 가진 콤팩트한 재배품종 '셈'(Sem)은 원종보다 더 곧게 핀 원추꽃차례가 달린다. 이 품종은 왕립원예협회의 가든 메리트 상을 수상했다.